# Ligue des champions féminine de volley-ball 2007-2008
Navigation
Ligue des champions 2006-2007 Ligue des champions 2008-2009
La 48e édition de la Ligue des champions de volley-ball féminin s'est déroulée du 27 novembre 2007 au 6 avril 2008.

## Formules
Saison régulière

20 équipes prennent part à cette phase. Les équipes sont mises en 5 groupes de 4 équipes chacun. Les 2 premiers de chaque groupe et les 2 meilleurs troisièmes joueront les Play-off à 12 équipes. Si l'organisateur du finale four est qualifié, un autre meilleur troisième participe à la suite de la compétition.
Play-off à 12 équipes

Un tirage aura fixer les adversaires des matchs. Un match éliminatoire permettra de déterminer les 6 équipes qui avanceront au Play-off à 6 équipes.
Play-off 6 équipes

Un autre match éliminatoire déterminera les 3 autres équipes qui vont jouer le Finale Four (en plus de l'organisateur du Final Four). 
Final Four

Le stade culminant de la Ligue des champions dans laquelle les quatre dernières équipes joueront une demi-finale, puis pour les vainqueurs la finale. Les perdants joueront un match pour la troisième place. L'équipe qui est victorieuse de la finale remportera la ligue des champions.

## Équipes engagées
- Italie : Asystel Novara, Siro Colussi Pérouse, Vini Monteschiavo Jesi
- Turquie : Eczacibasi Istanbul, Fenerbahçe Istanbul, Türk Telekom Ankara
- Russie : Zarechie Odintsovo, Dynamo Moscou
- France : RC Cannes, ASPTT Mulhouse
- Espagne : Grupo 2002 Murcia, Tenerife Marichal
- Pologne : Kalisz, Farmutil Pila
- Croatie : Zok Rjieka
- Pays-Bas : Dela Martinus Amstelveen
- Azerbaïdjan : Azerrail Baku
- Serbie : Postar 064 Belgrade
- Autriche : Post Schwechat
- Suisse : Voléro Zürich

### Groupe A
|   |                        |     | Matchs | Matchs | Sets | Sets | Set points | Set points |
| # | Équipe                 | Pts | G      | P      | G    | P    | G          | P          |
| - | ---------------------- | --- | ------ | ------ | ---- | ---- | ---------- | ---------- |
| 1 | Vini Monteschiavo Jesi | 11  | 5      | 1      | 15   | 7    | 522        | 469        |
| 2 | Farmutil Pila          | 10  | 4      | 2      | 13   | 9    | 485        | 483        |
| 3 | RC Cannes              | 9   | 3      | 3      | 14   | 9    | 530        | 463        |
| 4 | ZOK Rjieka             | 6   | 0      | 6      | 1    | 18   | 355        | 477        |

| 27 novembre 2007 |                        |       |                        |                                     |
|                  | RC Cannes              | 3 - 0 | ZOK Rjieka             | (25-20, 25-16, 25-19)               |
| 29 novembre 2007 |                        |       |                        |                                     |
|                  | Farmutil Pila          | 1 - 3 | Vini Monteschiavo Jesi | (29-27, 22-25, 13-25, 18-25)        |
| 5 décembre 2007  |                        |       |                        |                                     |
|                  | ZOK Rjieka             | 1 - 3 | Farmutil Pila          | (20-25, 15-25, 28-26, 20-25)        |
|                  | Vini Monteschiavo Jesi | 3 - 2 | RC Cannes              | (25-20, 25-22, 22-25, 20-25, 17-15) |
| 12 décembre 2007 |                        |       |                        |                                     |
|                  | Vini Monteschiavo Jesi | 3 - 0 | ZOK Rjieka             | (25-18, 25-19, 25-12)               |
| 13 décembre 2007 |                        |       |                        |                                     |
|                  | Farmutil Pila          | 3 - 2 | RC Cannes              | (25-23, 22-25, 26-24, 17-25, 15-13) |
| 18 décembre 2007 |                        |       |                        |                                     |
|                  | RC Cannes              | 3 - 0 | Farmutil Pila          | (25-13, 25-18, 25-16)               |
| 19 décembre 2007 |                        |       |                        |                                     |
|                  | ZOK Rjieka             | 0 - 3 | Vini Monteschiavo Jesi | (22-25, 22-25, 24-26)               |
| 23 janvier 2008  |                        |       |                        |                                     |
|                  | Farmutil Pila          | 3 - 0 | ZOK Rjieka             | (25-19, 25-14, 25-18)               |
| 24 janvier 2008  |                        |       |                        |                                     |
|                  | RC Cannes              | 1 - 3 | Vini Monteschiavo Jesi | (25-23, 19-25, 23-25, 21-25)        |
| 29 janvier 2008  |                        |       |                        |                                     |
|                  | ZOK Rjieka             | 0 - 3 | RC Cannes              | (22-25, 13-25, 14-25)               |
|                  | Vini Monteschiavo Jesi | 0 - 3 | Farmutil Pila          | (18-25, 22-25, 22-25)               |

### Groupe B
|   |                     |     | Matchs | Matchs | Sets | Sets | Set points | Set points |
| # | Équipe              | Pts | G      | P      | G    | P    | G          | P          |
| - | ------------------- | --- | ------ | ------ | ---- | ---- | ---------- | ---------- |
| 1 | Zarechie Odintsovo  | 12  | 6      | 0      | 18   | 5    | 539        | 429        |
| 2 | Kalisz              | 10  | 4      | 2      | 14   | 11   | 545        | 515        |
| 3 | Fenerbahce Istanbul | 7   | 1      | 5      | 9    | 15   | 502        | 523        |
| 4 | Azerrail Baku       | 7   | 1      | 5      | 7    | 17   | 443        | 562        |

| 28 novembre 2007 |                     |       |                     |                                     |
|                  | Zarechie Odintsovo  | 3 - 0 | Azerrail Baku       | (25-5, 25-18, 25-8)                 |
|                  | Fenerbahce Istanbul | 0 - 3 | Kalisz              | (19-25, 21-25, 16-25)               |
| 4 décembre 2007  |                     |       |                     |                                     |
|                  | Kalisz              | 2 - 3 | Zarechie Odintsovo  | (18-25, 18-25, 25-16, 25-22, 10-15) |
| 5 décembre 2007  |                     |       |                     |                                     |
|                  | Azerrail Baku       | 3 - 2 | Fenerbahce Istanbul | (25-17, 31-29, 16-25, 21-25, 15-12) |
| 11 décembre 2007 |                     |       |                     |                                     |
|                  | Azerrail Baku       | 2 - 3 | Kalisz              | (25-23, 20-25, 18-25, 25-19, 8-15)  |
| 12 décembre 2007 |                     |       |                     |                                     |
|                  | Zarechie Odintsovo  | 3 - 0 | Fenerbahce Istanbul | (25-15, 25-23, 25-22)               |
| 18 décembre 2007 |                     |       |                     |                                     |
|                  | Kalisz              | 3 - 1 | Azerrail Baku       | (25-19, 25-27, 25-14, 25-15)        |
| 19 décembre 2007 |                     |       |                     |                                     |
|                  | Fenerbahce Istanbul | 2 - 3 | Zarechie Odintsovo  | (15-25, 27-25, 19-25, 26-24, 6-15)  |
| 23 janvier 2008  |                     |       |                     |                                     |
|                  | Fenerbahce Istanbul | 3 - 0 | Azerrail Baku       | (25-19, 25-10, 25-19)               |
| 24 janvier 2008  |                     |       |                     |                                     |
|                  | Zarechie Odintsovo  | 3 - 0 | Kalisz              | (25-20, 25-21, 25-23)               |
| 29 janvier 2008  |                     |       |                     |                                     |
|                  | Kalisz              | 3 - 2 | Fenerbahce Istanbul | (26-24, 21-25, 15-25, 25-22, 16-14) |
|                  | Azerrail Baku       | 1 - 3 | Zarechie Odintsovo  | (25-22, 22-25, 15-25, 23-25)        |

### Groupe C
|   |                     |     | Matchs | Matchs | Sets | Sets | Set points | Set points |
| # | Équipe              | Pts | G      | P      | G    | P    | G          | P          |
| - | ------------------- | --- | ------ | ------ | ---- | ---- | ---------- | ---------- |
| 1 | Asystel Novara      | 11  | 5      | 1      | 16   | 4    | 498        | 425        |
| 2 | Voléro Zürich       | 11  | 5      | 1      | 16   | 5    | 511        | 460        |
| 3 | Türk Telekom Ankara | 8   | 2      | 4      | 6    | 13   | 420        | 429        |
| 4 | ASPTT Mulhouse      | 6   | 0      | 6      | 2    | 18   | 379        | 494        |

| 28 novembre 2007 |                     |       |                     |                              |
|                  | Voléro Zürich       | 3 - 1 | ASPTT Mulhouse      | (25-18, 25-23, 22-25, 25-17) |
|                  | Türk Telekom Ankara | 0 - 3 | Asystel Novara      | (23-25, 15-25, 17-25)        |
| 5 décembre 2007  |                     |       |                     |                              |
|                  | Asystel Novara      | 3 - 1 | Voléro Zürich       | (27-25, 25-20, 27-29, 25-18) |
|                  | ASPTT Mulhouse      | 1 - 3 | Türk Telekom Ankara | (15-25, 14-25, 25-17, 20-25) |
| 12 décembre 2007 |                     |       |                     |                              |
|                  | Voléro Zürich       | 3 - 0 | Türk Telekom Ankara | (25-18, 25-20, 25-21)        |
|                  | ASPTT Mulhouse      | 0 - 3 | Asystel Novara      | (24-26, 21-25, 17-25)        |
| 19 décembre 2007 |                     |       |                     |                              |
|                  | Asystel Novara      | 3 - 0 | ASPTT Mulhouse      | (25-15, 25-18, 25-16)        |
| 20 décembre 2007 |                     |       |                     |                              |
|                  | Türk Telekom Ankara | 0 - 3 | Voléro Zürich       | (23-25, 21-25, 21-25)        |
| 23 janvier 2008  |                     |       |                     |                              |
|                  | Voléro Zürich       | 3 - 1 | Asystel Novara      | (25-20, 25-18, 18-25, 25-23) |
| 24 janvier 2008  |                     |       |                     |                              |
|                  | Türk Telekom Ankara | 3 - 0 | ASPTT Mulhouse      | (25-13, 25-14, 25-21)        |
| 29 janvier 2008  |                     |       |                     |                              |
|                  | Asystel Novara      | 3 - 0 | Türk Telekom Ankara | (31-29, 26-24, 25-21)        |
|                  | ASPTT Mulhouse      | 0 - 3 | Voléro Zürich       | (27-29, 16-25, 20-25)        |

### Groupe D
|   |                      |     | Matchs | Matchs | Sets | Sets | Set points | Set points |
| # | Équipe               | Pts | G      | P      | G    | P    | G          | P          |
| - | -------------------- | --- | ------ | ------ | ---- | ---- | ---------- | ---------- |
| 1 | Siro Colussi Pérouse | 10  | 4      | 2      | 15   | 7    | 516        | 454        |
| 2 | Grupo 2002 Murcia    | 10  | 4      | 2      | 15   | 8    | 522        | 480        |
| 3 | Eczacibasi Istanbul  | 10  | 4      | 2      | 12   | 9    | 471        | 418        |
| 4 | Postar 064 Belgrade  | 6   | 0      | 6      | 0    | 18   | 293        | 450        |

| 28 novembre 2007 |                      |       |                      |                                     |
|                  | Siro Colussi Pérouse | 3 - 0 | Eczacibasi Istanbul  | (25-11, 25-21, 27-25)               |
| 29 novembre 2007 |                      |       |                      |                                     |
|                  | Grupo 2002 Murcia    | 3 -0  | Postar 064 Belgrade  | (25-21, 25-21, 25-12)               |
| 5 décembre 2007  |                      |       |                      |                                     |
|                  | Postar 064 Belgrade  | 0 - 3 | Siro Colussi Pérouse | (17-25, 17-25, 20-25)               |
|                  | Eczacibasi Istanbul  | 3 - 2 | Grupo 2002 Murcia    | (22-25, 25-19, 25-20, 24-26, 15-8)  |
| 12 décembre 2007 |                      |       |                      |                                     |
|                  | Siro Colussi Pérouse | 2 - 3 | Grupo 2002 Murcia    | (18-25, 20-25, 27-25, 25-20, 16-18) |
|                  | Eczacibasi Istanbul  | 3 - 0 | Postar 064 Belgrade  | (25-18, 25-17, 25-9)                |
| 18 décembre 2007 |                      |       |                      |                                     |
|                  | Postar 064 Belgrade  | 0 - 3 | Eczacibasi Istanbul  | (19-25, 9-25, 11-25)                |
| 20 décembre 2007 |                      |       |                      |                                     |
|                  | Grupo 2002 Murcia    | 1 - 3 | Siro Colussi Pérouse | (20-25, 25-23, 22-25, 19-25)        |
| 23 janvier 2008  |                      |       |                      |                                     |
|                  | Siro Colussi Pérouse | 3 - 0 | Postar 064 Belgrade  | (25-19, 25-19, 25-11)               |
| 24 janvier 2008  |                      |       |                      |                                     |
|                  | Grupo 2002 Murcia    | 3 - 0 | Eczacibasi Istanbul  | (25-19, 25-16, 25-23)               |
| 29 janvier 2008  |                      |       |                      |                                     |
|                  | Postar 064 Belgrade  | 0 - 3 | Grupo 2002 Murcia    | (17-25, 20-25, 16-25)               |
|                  | Eczacibasi Istanbul  | 3 - 1 | Siro Colussi Pérouse | (20-25, 25-20, 25-20, 25-20)        |

### Groupe E
|   |                          |     | Matchs | Matchs | Sets | Sets | Set points | Set points |
| # | Équipe                   | Pts | G      | P      | G    | P    | G          | P          |
| - | ------------------------ | --- | ------ | ------ | ---- | ---- | ---------- | ---------- |
| 1 | Dela Martinus Amstelveen | 11  | 5      | 1      | 17   | 5    | 510        | 432        |
| 2 | Dynamo Moscou            | 10  | 4      | 2      | 15   | 9    | 537        | 510        |
| 3 | Tenerife Marichal        | 9   | 3      | 3      | 10   | 10   | 448        | 427        |
| 4 | Post Schwechat           | 6   | 0      | 6      | 0    | 18   | 330        | 456        |

| 27 novembre 2007 |                          |       |                          |                                     |
|                  | Dela Martinus Amstelveen | 3 - 2 | Dynamo Moscou            | (25-10, 22-25, 25-18, 26-28, 15-13) |
| 28 novembre 2007 |                          |       |                          |                                     |
|                  | Post Schwechat           | 0 - 3 | Tenerife Marichal        | (19-25, 23-25, 23-25)               |
| 5 décembre 2007  |                          |       |                          |                                     |
|                  | Dynamo Moscou            | 3 - 0 | Post Schwechat           | (30-28, 25-23, 25-15)               |
|                  | Tenerife Marichal        | 0 - 3 | Dela Martinus Amstelveen | (18-25, 21-25, 22-25)               |
| 12 décembre 2007 |                          |       |                          |                                     |
|                  | Post Schwechat           | 0 - 3 | Dela Martinus Amstelveen | (23-25, 22-25, 14-25)               |
|                  | Tenerife Marichal        | 3 - 1 | Dynamo Moscou            | (19-25, 25-19, 25-23, 25-17)        |
| 20 décembre 2007 |                          |       |                          |                                     |
|                  | Dynamo Moscou            | 3 - 1 | Tenerife Marichal        | (17-25, 25-20, 25-18, 25-15)        |
|                  | Dela Martinus Amstelveen | 3 - 0 | Post Schwechat           | (25-15, 25-13, 25-14)               |
| 23 janvier 2008  |                          |       |                          |                                     |
|                  | Post Schwechat           | 0 - 3 | Dynamo Moscou            | (24-26, 19-25, 19-25)               |
| 24 janvier 2008  |                          |       |                          |                                     |
|                  | Dela Martinus Amstelveen | 3 - 0 | Tenerife Marichal        | (25-23, 25-20, 25-22)               |
| 29 janvier 2008  |                          |       |                          |                                     |
|                  | Dynamo Moscou            | 3 - 2 | Dela Martinus Amstelveen | (26-24, 22-25, 25-14, 23-25, 15-9)  |
|                  | Tenerife Marichal        | 3 - 0 | Post Schwechat           | (25-8, 25-14, 25-14)                |

## Play-off à 12
- Première manche: 12/13/14 février 2008
- Seconde manche: 19/20/21 février 2008

### Première manche
| 12 février 2008 |                      |       |                          |                                     |
|                 | Dynamo Moscou        | 1 - 3 | Vini Monteschiavo Jesi   | (23-25, 18-25, 25-18, 20-25)        |
|                 | Asystel Novara       | 3 - 0 | Eczacibasi Istanbul      | (33-31, 25-19, 25-21)               |
| 13 février 2008 |                      |       |                          |                                     |
|                 | Siro Colussi Pérouse | 3 - 0 | Tenerife Marichal        | (25-13, 25-23, 25-19)               |
| 14 février 2008 |                      |       |                          |                                     |
|                 | Zarechie Odintsovo   | 3 - 0 | Farmutil Pila            | (25-16, 25-19, 25-22)               |
|                 | Kalisz               | 3 - 2 | Dela Martinus Amstelveen | (19-25, 24-26, 25-21, 25-18, 16-14) |
|                 | RC Cannes            | 2 - 3 | Voléro Zürich            | (25-19, 21-25, 22-25, 25-20, 13-15) |

### Deuxième manche
| 20 février 2008 |                          |       |                      |                              |
|                 | Tenerife Marichal        | 1 - 3 | Siro Colussi Pérouse | (26-28, 25-23, 18-25, 22-25) |
|                 | Vini Monteschiavo Jesi   | 3 - 1 | Dynamo Moscou        | (25-20, 25-18, 22-25, 29-27) |
|                 | Voléro Zürich            | 3 - 0 | RC Cannes            | (25-21, 25-20, 25-12)        |
| 21 février 2008 |                          |       |                      |                              |
|                 | Farmutil Pila            | 1 - 3 | Zarechie Odintsovo   | (25-23, 15-25, 17-25, 29-31) |
|                 | Dela Martinus Amstelveen | 3 - 0 | Kalisz               | (30-28, 25-18, 25-17)        |
|                 | Eczacibasi Istanbul      | 3 - 1 | Asystel Novara       | (13-25, 25-17, 25-19, 25-21) |

## Play-off à 6
- Première manche: 4/5/6 mars 2008
- Deuxième manche: 11/12/13 mars 2008

| Équipe 1             | Équipe 2                 | 1re manche | 2e manche |
| -------------------- | ------------------------ | ---------- | --------- |
| Siro Colussi Pérouse | Vini Monteschiavo Jesi   | 3 - 0      | 2 - 3     |
| Zarechie Odintsovo   | Dela Martinus Amstelveen | 3 - 1      | 2 - 3     |
| Asystel Novara       | Voléro Zürich            | 3 - 0      | 2 - 3     |

### Première manche
| 4 mars 2008 |                      |       |                          |                               |
|             | Zarechie Odintsovo   | 3 - 1 | Dela Martinus Amstelveen | (15-25, 25-19, 25-15, 25-15 ) |
| 5 mars 2008 |                      |       |                          |                               |
|             | Siro Colussi Pérouse | 3 - 0 | Vini Monteschiavo Jesi   | (25-18, 30-28, 34-32 )        |
|             | Asystel Novara       | 3 - 0 | Voléro Zürich            | (25-23, 25-23, 25-21 )        |

### Deuxième manche
| 12 mars 2008 |                          |       |                      |                                      |
|              | Voléro Zürich            | 3 - 2 | Asystel Novara       | (23-25, 21-25, 25-20, 25-20, 15-11 ) |
|              | Vini Monteschiavo Jesi   | 3 - 2 | Siro Colussi Pérouse | (25-21, 15-25, 25-23, 17-25, 15-6 )  |
| 13 mars 2008 |                          |       |                      |                                      |
|              | Dela Martinus Amstelveen | 3 - 2 | Zarechie Odintsovo   | (25-23, 25-15, 20-25, 22-25, 15-10 ) |

## Final Four
Le tournoi final de la Ligue des champions de volley-ball féminin a été organisé en Espagne à Murcie, les 5 et 6 avril 2008. L'équipe Grupo 2002 Murcia est donc qualifié d'office pour cette finale à quatre.
|  | Demi-finales                                 | Demi-finales                         |                        |   | Finale                               | Finale                               |
|  | Demi-finales                                 | Demi-finales                         |                        |   | Finale                               | Finale                               |
|  |                                              |                                      |                        |   |                                      |                                      |
|  | 05.04.08, 15-25, 25-19, 22-25, 23-25         | 05.04.08, 15-25, 25-19, 22-25, 23-25 |                        |   | 06.04.08, 15-25, 21-25, 25-18, 14-25 | 06.04.08, 15-25, 21-25, 25-18, 14-25 |
|  | 05.04.08, 15-25, 25-19, 22-25, 23-25         | 05.04.08, 15-25, 25-19, 22-25, 23-25 |                        |   | 06.04.08, 15-25, 21-25, 25-18, 14-25 | 06.04.08, 15-25, 21-25, 25-18, 14-25 |
|  | Grupo 2002 Murcia                            | 1                                    |                        |   | 06.04.08, 15-25, 21-25, 25-18, 14-25 | 06.04.08, 15-25, 21-25, 25-18, 14-25 |
|  | Grupo 2002 Murcia                            | 1                                    |                        |   | 06.04.08, 15-25, 21-25, 25-18, 14-25 | 06.04.08, 15-25, 21-25, 25-18, 14-25 |
|  | Zarechie Odintsovo                           | 3                                    |                        |   | 06.04.08, 15-25, 21-25, 25-18, 14-25 | 06.04.08, 15-25, 21-25, 25-18, 14-25 |
|  | Zarechie Odintsovo                           | 3                                    | Zarechie Odintsovo     | 1 |                                      |                                      |
|  | 05.04.08, 25-22, 20-25, 25-17, 23-25, 15-12  |                                      | Zarechie Odintsovo     | 1 |                                      |                                      |
|  |                                              | Siro Colussi Pérouse                 | 3                      |   |                                      |                                      |
|  | Siro Colussi Pérouse                         | Siro Colussi Pérouse                 | 3                      | 3 |                                      |                                      |
|  | Siro Colussi Pérouse                         |                                      |                        | 3 |                                      |                                      |
|  | Asystel Volley Novare                        | 2                                    |                        |   |                                      |                                      |
|  | Asystel Volley Novare                        | 2                                    | Match pour la 3e place |   |                                      |                                      |
|  |                                              |                                      |                        |   |                                      |                                      |
|  | 06.04.08, 27-29, 25-22, 27-25 , 25-27, 11-15 |                                      |                        |   |                                      |                                      |
|  |                                              |                                      |                        |   |                                      |                                      |
|  | Grupo 2002 Murcia                            | 2                                    |                        |   |                                      |                                      |
|  | Grupo 2002 Murcia                            | 2                                    |                        |   |                                      |                                      |
|  | Asystel Volley Novare                        | 3                                    |                        |   |                                      |                                      |
|  | Asystel Volley Novare                        | 3                                    |                        |   |                                      |                                      |

## Récompenses individuelles
- MVP :  Simona Gioli (Siro Colussi Pérouse)
- Meilleure marqueuse :  Katarzyna Skowrońska (Asystel Volley Novare)
- Meilleure attaquante :  Mirka Francia (Siro Colussi Pérouse)
- Meilleure contreuse :  María Fernández (Grupo 2002 Murcia)
- Meilleure serveuse :  Zhanna Pronicheva (Zarechie Odintsovo)
- Meilleure passeuse :  Hélia Souza (Grupo 2002 Murcia)
- Meilleure réceptionneuse :  Nataša Osmokrović (Asystel Volley Novare)
- Meilleure libero :  Paola Cardullo (Asystel Volley Novare)